# Pierre Garcia
Pour les articles homonymes, voir Pierre Garcia (homonymie) et Garcia.
Pierre Garcia est un footballeur français né le 27 juillet 1943 à El Affroun (Algérie) et mort le 13 février 2023 à Rennes. 
Il a joué de nombreuses saisons à Rennes comme milieu de terrain et remporté la Coupe de France en 1971. 
Il a ensuite effectué une carrière d'entraîneur qui l'a conduit dans de nombreux clubs français.

## Palmarès
- Vainqueur de la Coupe de France 1971 (avec le Stade rennais)